# Foisonnement (linguistique)
Pour les articles homonymes, voir Foisonnement.
En linguistique, le foisonnement (ou amplification, parfois étoffement ou dilution) est l'augmentation de la longueur d'un texte à la suite de sa traduction. Il peut se quantifier par le coefficient de foisonnement (ou taux de foisonnement) d'une traduction, calculé en rapportant la différence entre les nombres de mots à celui du texte initial.

## Propriétés
Ce n'est qu'à partir de la Renaissance que les traducteurs se soucient de l'économie de mots de leurs productions ; auparavant il est fréquent qu'on intercale explications, gloses ou ajout divers au texte de base. 
Dans le cas général une traduction conduit à un taux de foisonnement positif (le texte obtenu contient plus de mots que le texte d'origine). Cette augmentation est le fruit cumulé :
- des caractéristiques objectives des deux langues, certaines étant plus synthétiques que d'autres[1] ;
- du biais du traducteur[3],[4], due à une méconnaissance des techniques de traduction ou à une faible maîtrise de la langue cible[1] ;
- des méconnaissances supposées du lectorat de l’œuvre traduite, qui peut conduire le traducteur à expliciter une notion familière aux locuteurs de la langue d'origine[2] ;
- voire enfin d'une incitation liée au fait que certaines agences de traduction facturent leurs prestations au nombre de mots de leurs productions[5].

Un foisonnement excessif peut nuire à la lisibilité de la traduction ou perturber la mise en page.

## Ordres de grandeur
Le français est généralement moins synthétique que les langues germaniques ou scandinaves, mais plus que d'autres langues latines :
- Allemand vers français : +25 % à +40 %[8] (l'allemand, par son mécanisme de constitution de mots, est plus compact que le français : une Mineralwasserflasche est en un seul mot une bouteille d’eau minérale[7]).
- Anglais vers français : +10 % à +30 % selon les auteurs[2], souvent +20 %[7] ;
- Français vers anglais : -10 %[9]
- Néerlandais vers français : +20 %[7] ;
- Espagnol vers français : 0 à +10 %[7] ;
- Français vers espagnol : +10 %[10]
- Italien vers français : -10 %[7] ;
- Japonais vers français : -67 %, en considérant chaque kanji comme un mot[7] ;
- Russe vers français : -20 %[11] ;
- Arabe vers français : +25 % à +40 % [6],[9].

Les valeurs peuvent différer d'un domaine à un autre : en littérature scientifique il a été ainsi calculé pour des traductions de l'anglais vers le français des taux de foisonnement de +7 % pour les textes de physique, de +13 % pour les articles d'histoire et de +12 % à +17 % en économie. Sur un corpus de textes littéraires, des coefficients de +13 % lors du passage de l'anglais au français et de +5 % dans le sens inverse ont été quantifiés.
Les articles grammaticaux en français contribuent pour +6 % au foisonnement de l'anglais vers le français.

## Comparaisons en nombre de caractères
Dans un corpus de textes juridiques de l'Union européenne établis en plusieurs langues, les dénombrements suivants ont été effectués :
| Langue                          | Nombre de mots | Nombre de caractères, hors espaces | Nombre de caractères, espaces incluses | Nombre moyen de lettres par mot |
| Bulgare                         | 92             | 93                                 | 93                                     | 5,659                           |
| Allemand                        | 78             | 94                                 | 92                                     | 6,752                           |
| Anglais                         | 87             | 84                                 | 84                                     | 5,364                           |
| Finnois                         | 67             | 94                                 | 90                                     | 7,899                           |
| Français (référence du tableau) | 100            | 100                                | 100                                    | 5,581                           |
| Italien                         | 96             | 97                                 | 97                                     | 5,675                           |
| Néerlandais                     | 85             | 94                                 | 92                                     | 6,147                           |
| Polonais                        | 82             | 95                                 | 93                                     | 6,476                           |
| Slovène                         | 83             | 88                                 | 87                                     | 5,946                           |
| Espagnol                        | 104            | 102                                | 102                                    | 5,462                           |
| Hongrois                        | 70             | 92                                 | 89                                     | 7,317                           |

Les écarts en nombre de mots (ratio 1,55 entre le nombre de mots de la langue la moins — espagnol — et la plus synthétique — finnois) s'amoindrissent lors d'un décompte en nombre de caractères (ratio 1,21), compte tenu de la taille moyenne des mots, qui diffère d'une langue à l'autre.